# Metropolia Rangunu
Metropolia Rangunu – jedna z 3 metropolii Kościoła Rzymskokatolickiego w Mjanmie. Została erygowana 1 stycznia 1955.

## Diecezje
- Archidiecezja Rangunu
  - Diecezja Hpa-an
  - Diecezja Mawlamyine
  - Diecezja Pathein
  - Diecezja Pyain

## Metropolici
- Victor Léon Jean Pierre Marie Bazin (1953-1971)
- Gabriel Thohey Mahn-Gaby (1971-2002)
- Charles Maung Bo (2003-)